# Ogooué
Ogooué ili Ogowe je oko 1200 km duga glavna rijeka u Gabonu u zapadnom dijeli središnje Afrike. Četvrta je po veličini rijeka u Africi po prosječnom istjeku veće su samo samo Kongo, Niger i Zambezi. Njezino porječje obuhvaća skoro cijeli Gabon, neke pritoke dosežu i Republiku Kongo, Kamerun i Ekvatorijalnu Gvineju.
Rijeka izvire u sjeverozapadnom dijelu visoravni Bateke u blizini Kengue, Republika Kongo. Ona zatim teče u smjeru sjeverozapada, ulazi u Gabon kod Boumanga. Vodopadi Poubara nalaze se u blizini Maulonga. Od Lastoursvillea do Ndjole, rijeka nije plovna zbog brzaca. Od Ndjole teče prama zapadu i ulazi u Gvinejski zaljev južno od Port Gentila. Delta Ogooué je prilično velika, duga oko 100 km i široka 100 km.
Porječje Ogooue je veliko 223.856 km2 od čega je 173.000 km2 ili 73 posto nalazi u Gabonu. Uglavnom se sastoji od nedirnutih prašuma s ponekim savanskim travnjakom gdje je sredinom godine sušna sezona najduža. Rijeka ima veliku bioraznolikost. Sve tri vrste afričkog krokodila, primjerice obitavaju u rijeci: nilski krokodil, patuljasti krokodil i oklopljeni krokodil. Također u njoj živi endemska vrsta soma Synodontis acanthoperca.

## Vanjske poveznice
|  | Zajednički poslužitelj ima još gradiva o temi Ogooué |